# Азовский район (Крым)
Азовский райо́н (до 1944 года Кола́йский район; укр. Азовський район, крымскотат. Qalay rayonı, Къалай районы) — упразднённая административно-территориальная единица Крымской АССР и Крымской области. Располагался на севере полуострова, степном Крыму, до побережья Сиваша. Занимал части территории современных районов: восток Джанкойского и северо-западную часть Нижнегорского. Районным центром было село Колай, указом Президиума Верховного Совета РСФСР № 621/6 от 14 декабря 1944 года переименованное в Азовское.
Район был образован в 1935 году при разукрупнении Джанкойского. Площадь района на 1945 год равнялась 777 км², на 15 июня 1960 года — 771,1 км².

## Население
По данным всесоюзной переписи населения 1939 года численность жителей района составила 16767 человек. В национальном отношении было учтено:
| Национальность  | Численность |
| --------------- | ----------- |
| Русские         | 7203        |
| Крымские немцы  | 2906        |
| Евреи           | 2017        |
| Украинцы        | 1914        |
| Крымские татары | 1799        |
| Армяне          | 459         |
| Белорусы        | 122         |
| Греки           | 39          |

## Состав района
Согласно указам Президиума Верховного Совета РСФСР от 21 августа 1945 года и от 18 мая 1948 года о переименованиях населённых пунктов, в район входили следующие селения (без учёта непереименованных):

| - Аллейное - Антониновка - Артезианское - Ближнее - Большой Кут - Бородино - Будённовка - Великоселье - Верхние Отрожки - Видное - Владимировка - Глебово - Гостеприимное | - Дворовое - Дружба - Заливное - Защитное - Зоркино - Калиновка - Клин - Коврово - Крайняя - Кунцево - Ларино - Лебедянка - Любимовка | - Майское - Межевая - Михайловка - Муромка - Нежинское - Нижние Отрожки - Ново-Константиновка - Новосельцево - Ново-Федоровка - Озерки - Октябрь - Павловка - Пески | - Пешково - Пирогово - Полевое - Прозрачное - Просторное - Пшеничное - Родное - Розовка - Светлое - Сивашное - Славянское - Сливянка - Стальное | - Степановка - Стефановка - Табачное - Тихое - Толстово - Тюп-Абаш - Утиное - Уютное - Хлебное - Чкалово - Шаги - Широкое |

### Состав района на 1960 год
Согласно «Справочник административно-территориального деления Крымской области на 15 июня 1960 года» район имел следующий состав:
- - Ковровский сельский совет

| - Великоселье - Дворовое - Заливное | - Луговое - Любимовка - Муромка | - Пески - Пешково - Пшеничное | - Сливянка - Степановка - Утиное | - Чкалово |

- - Майский сельский совет

Ближнее,
Защитное,
Ларино,
Майское,
Октябрь,
Пирогово,
Полевое.
- - Новосельцевский сельский совет

| - Амур - Гостеприимное - Зоркино | - Кунцево - Межевое - Михайловка | - Нежинское - Светлое - Табачное | - Уютное - Фёдоровка - Хлебное | - Шаги - Широкое |

- - Просторненский сельский совет

| - Антоновка - Артезианское - Большой Кут - Бородино | - Благодатное - Верхние Отрожки - Владимировка - Глебово | - Нижние Отрожки - Ново-Константиновка - Ново-Павловка - Ново-Фёдоровка | - Озерки - Прозрачное - Просторное - Родное | - Сивашное - Славянское - Стальное - Стефановка - Толстово |

Район был упразднён указом Президиума Верховного Совета УССР «Об укрупнении сельских районов Крымской области» от 30 декабря 1962 года, сёла переданы в состав Джанкойского и Нижнегорского районов.